# Collartisa collartorum
Collartisa collartorum là một loài bướm đêm thuộc phân họ Arctiinae, họ Erebidae.